# Oenanthe lanceolata
Oenanthe lanceolata är en flockblommig växtart som beskrevs av Jean Louis Marie Poiret. Oenanthe lanceolata ingår i släktet stäkror, och familjen flockblommiga växter. Inga underarter finns listade i Catalogue of Life.